# Сабала, Факундо
Факундо Габриэль Сабала (исп. Facundo Gabriel Zabala; род. 2 января 1999, Росарио, Санта-Фе) — аргентинский футболист, защитник клуба «Венеция», выступающий на правах аренды за «Олимпию» (Асунсьон).

## Клубная карьера
Сабала — воспитанник клуба «Росарио Сентраль». В 2018 году Факундо подписал контракт с коста-риканским «Алахуэленсе». В 2019 года в матче против «Картахинеса» он дебютировал в чемпионате Коста-Рики. 2 сентября 2020 года в поединке против «Сантос де Гуапилес» Факундо забил свой первый гол за «Алахуэленсе». В начале 2021 года Сабала перешёл в кипрский АПОЭЛ. 14 февраля в матче против «Неа Саламина» он дебютировал в чемпионате Кипра. 13 марта в поединке против АЕКа Факундо забил свой первый гол за АПОЭЛ.
Летом 2022 года Сабала перешёл в итальянскую «Венецию». 14 августа в матче против «Дженоа» он дебютировал в итальянской Серии B.